# Banana Yoshimoto
Banana Yoshimoto (よしもと ばなな,, Yoshimoto Banana, nascida em 24 de julho de 1964, em Tóquio) é o pseudônimo de Mahoko Yoshimoto, uma escritora contemporânea japonesa. Ela escreve seu nome em hiragana.

## Biografia
Filha do filósofo, poeta e crítico literário Takaaki Yoshimoto, Banana Yoshimoto cresceu em uma família liberal e esquerdista, tendo aprendido desde cedo o valor da independência. Ela tem uma irmã, Haruno Yoiko, uma bem-sucedida cartunista. Graduou-se pela faculdade de Artes da Universidade Nihon, especializando-se em Literatura. Durante essa época, tomou para si o pseudônimo "Banana", por causa de seu amor por flores de bananeira; ela considera o nome tão "bonito" quanto "propositadamente andrógino".
Apesar do sucesso literário, Banana Yoshimoto procura levar uma vida discreta e modesta. Ela é casada com um instrutor certificado de rolfing, Hiroyoshi Tahata, e tem um filho, nascido em 2003. Todos os dias, Banana Yoshimoto tira meia-hora para escrever em seu computador.

## Obra literária
Yoshimoto começou a escrever enquanto trabalhava como garçonete em um restaurante de clube de golfe, em 1987. Ela diz que Stephen King foi uma de suas primeiras grandes influências e que obteve inspiração de suas histórias que não eram do gênero terror. À medida que progredia, passou a ser influenciada por outros autores como Truman Capote e Isaac Bashevis Singer.
Seu romance de estreia, Kitchen, foi um sucesso instantâneo e fenomenal no Japão. Houve dois filmes que adaptaram o livro, um da televisão japonesa e um produzido em Hong Kong por Yim Ho em 1997. Em novembro de 1987, ela recebeu o sexto Prêmio Kaien de Novos Escritores e o Prêmio Umitsubame de Primeiro Romance, bem como o décimo sexto Prêmio Literário Izumi Kyoka, em janeiro de 1988.
Um outro romance de Yoshimoto, Tsugumi, foi adaptado para o cinema em 1990, dirigido por Jun Ichikawa.
Críticos dizem que muito de seu trabalho é superficial e comercial, mas seus fãs pensam que Banana Yoshimoto consegue capturar perfeitamente o que significa ser jovem e frustrado no Japão moderno. Os dois principais temas de sua obra, segundo a própria autora, são "a exaustão da juventude no Japão contemporâneo" e "a maneira como experiências terríveis modificam a vida de uma pessoa". Seus livros podem ser divertidos e escapistas, mas todos possuem um toque da tradicional ideologia japonesa.